# Paul von Heyse
Paul Johann Ludwig von Heyse (Berlín, 15 de marzo de 1830-Múnich, 2 de abril de 1914) fue un novelista, dramaturgo y poeta alemán, de origen judío, considerado en vida el mayor genio lírico alemán después de Goethe.
Estudió lenguas clásicas en la Universidad de Berlín con la idea de ser profesor de filología; pero el éxito de su relato de ambiente italiano L'Arrabbiata (1855) le llevó a dedicarse a la literatura.
Ganó en 1910 el Premio Nobel de Literatura.

## Biografía
Paul Heyse nació el 15 de marzo de 1830 en Heiliggeiststraße, Berlín. Su padre, el distinguido filólogo Karl Wilhelm Ludwig Heyse, era profesor en la Universidad de Berlín y había sido tutor del hijo menor de Wilhelm von Humboldt (durante 1815-17) y de Felix Mendelssohn (durante 1819-27). Su abuelo paterno fue Johann Christian August Heyse, un famoso gramático y lexicógrafo alemán. 
Heyse asistió al rebautizado Friedrich-Wilhelms-Gymnasium hasta 1847. Más tarde fue recordado como un estudiante modelo. Sus conexiones familiares le valieron una temprana entrada en los círculos artísticos de Berlín, donde conoció a Emanuel Geibel, un hombre quince años mayor que él, que se convertiría en su mentor literario y amigo de toda la vida, y que le presentó a su futuro suegro. 
Después de dejar la escuela, Heyse comenzó a estudiar filología clásica. Conoció a Jacob Burckhardt, Adolph Menzel, Theodor Fontane y Theodor Storm, y en 1849 se unió al grupo literario Tunnel über der Spree. Frühlingsanfang (1848), el primero de los poemas de Heyse que se imprimió, expresó su entusiasmo por la reciente Revolución. Después de una breve excursión para ver a las milicias estudiantiles, regresó a casa sin unirse a ellas, aparentemente por consideración a las preocupaciones de sus padres y amigos.
Después de estudiar dos años en la Universidad de Berlín, en abril de 1849 partió hacia Bonn para estudiar historia del arte y lenguas romances. En 1850, finalmente decidió emprender una carrera como escritor y comenzó una disertación bajo la supervisión de Friedrich Diez, un pionero de la filología románica en Alemania; pero cuando se descubrió que tenía una aventura con la esposa de uno de sus profesores, lo enviaron de regreso a Berlín. El primer libro de Heyse, Der Jungbrunnen (una colección de cuentos y poesía) fue publicado de forma anónima por su padre ese mismo año al igual que su tragedia Francesca von Rimini. Casi al mismo tiempo, Heyse recibió del editor Alexander Dunckerun manuscrito del entonces desconocido Theodor Storm. La entusiasta crítica de Heyse a Sommergeschichten und Lieder sentó las bases de su futura amistad.
En 1851, Heyse ganó un concurso organizado por los miembros del "Túnel" para la balada Das Tal von Espigno, y su primer cuento, "Marion" (1852), recibió el mismo honor. Le siguió en 1852 el Spanisches Liederbuch, una colección de traducciones de poemas y canciones populares de Geibel y Heyse que se convertiría en una de las favoritas de compositores como Robert Schumann (Opp. 74 y 138), Adolf Jensen (Op. 21) y Hugo Wolf (colección de Lieder Spanisches Liederbuch, 1891). 
Varios miembros del "Túnel" comenzaron a encontrar desagradables sus formalidades y su carácter público, y en diciembre de 1852 se formó un círculo más pequeño, el Rütli : incluía a Kugler, Lepel , Fontane, Storm y Heyse. En mayo de 1852, Heyse obtuvo un doctorado por su trabajo sobre los trovadores, y una beca prusiana le permitió partir hacia Italia para buscar antiguos manuscritos provenzales. Se hizo amigo de Arnold Böcklin y Joseph Victor von Scheffel, pero fue expulsado de la Biblioteca del Vaticano después de ser descubierto copiando pasajes de manuscritos inéditos. Regresó a Alemania en 1853, donde, con el paisaje italiano aún fresco en su mente, escribió las primeras obras que lo hicieron famoso: su cuento más famoso, "L'Arrabbiata" ("La furia", 1853, publicado en 1855.
El 22 de agosto de 1855 nació su primer hijo, Franz. Heyse tuvo cuatro hijos de su primer matrimonio: Franz (1855-1919), Julie o Lulu (Frau Baumgarten, 1857-1928), Ernst (1859-1871) y Clara (Frau Layriz, 1861-1931). En 1859, las obligaciones con la familia Kugler llevaron a Heyse a asumir el cargo de editor del Literaturblatt zum deutschen Kunstblatt, y rechazó una tentadora oferta del gran duque Carl Alexander von Weimar que habría implicado mudarse a Turingia.
El 30 de septiembre de 1862, su esposa Margarete murió en Merano de una enfermedad pulmonar. Completó el drama histórico Ludwig der Bayer, una pieza de época bávara que Maximiliano II había estado ansioso por ver durante mucho tiempo, pero su producción teatral fue un fracaso. Sin embargo, Heyse trabajó durante toda la década de 1860 en nuevas obras y finalmente logró su mayor éxito con Kolberg (1865).
Se casó con Anna Schubart en 1867. Durante las siguientes tres décadas, Heyse continuó escribiendo prolíficamente. A pesar de una serie de duelos, su vida transcurrió sin incidentes y su fama creció constantemente hasta convertirse en una figura mundialmente famosa. Fue uno de los primeros oponentes del naturalismo , haciendo referencias críticas a él en forma impresa mucho antes de que su influencia se pudiera sentir en Alemania. Los críticos más jóvenes que favorecían el naturalismo atacaron sus escritos, a lo que él respondió en Merlín (1892): pero su influencia en el público fue insignificante. Fue apodado Dichterfürst, príncipe de la poesía, y trabajó incansablemente para promover el entendimiento internacional dentro de Europa. 
En 1900 fue nombrado ciudadano honorario de Múnich y varias publicaciones especiales honraron su 70 cumpleaños; y en 1910 fue nombrado miembro de la nobleza, antes de recibir el Premio Nobel de Literatura el 10 de diciembre. No pudo asistir a la ceremonia y estuvo representado en Suecia por el conde Von Pückler.
Sus últimas obras publicadas fueron Letzten Novellen e Italienischen Volksmärchen (1914). 
Murió el 2 de abril de 1914, varios meses antes del estallido de la Primera Guerra Mundial, y fue enterrado en el antiguo barrio del Waldfriedhof (n.º 43-W-27).
Una calle y un túnel en Múnich, "Paul-Heyse Strasse" y "Paul-Heyse-Unterführung", llevan su nombre, así como "Heysestrasse" en Hamburgo Bergedorf.

## Obras seleccionadas

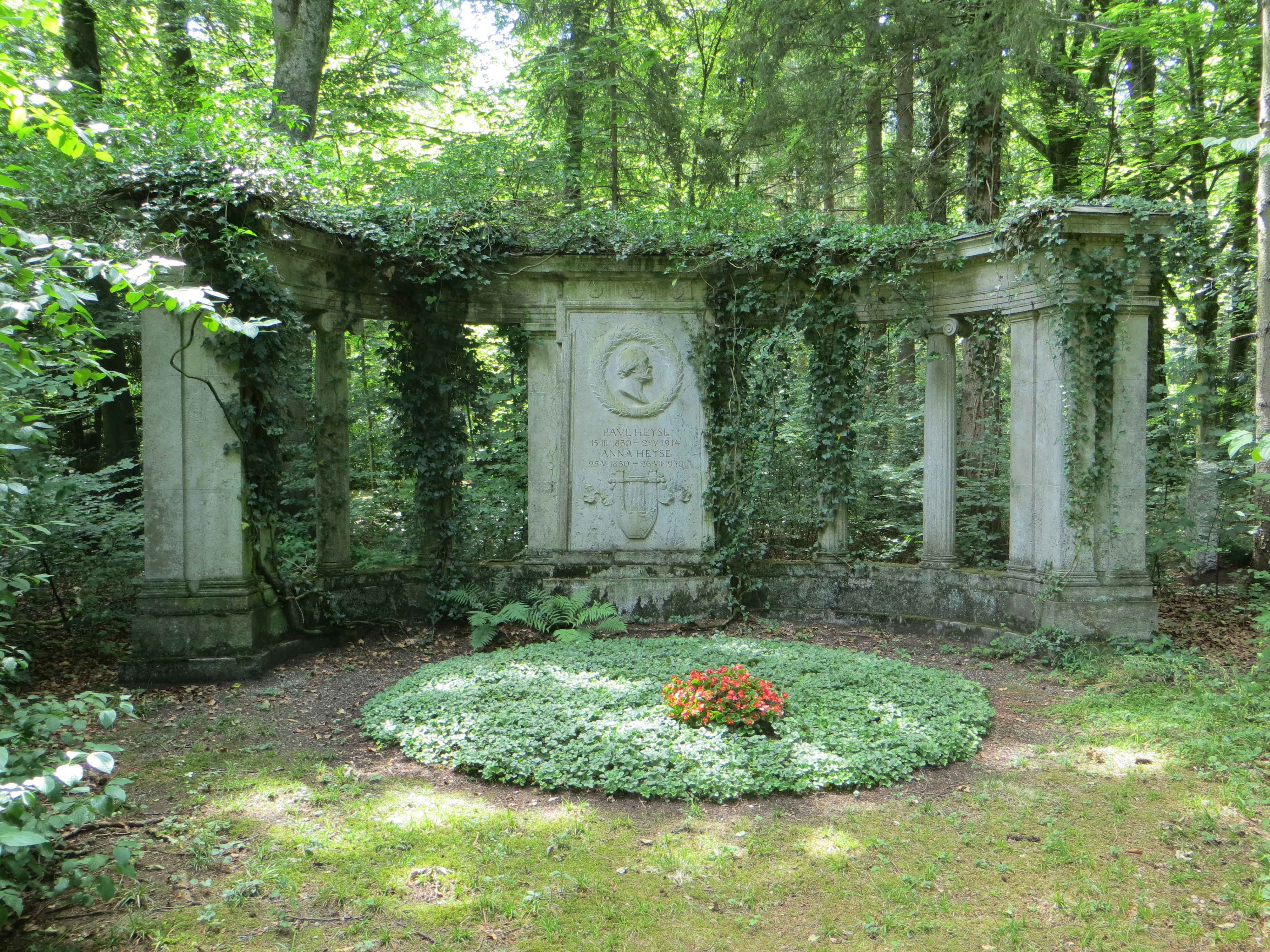
Tumba de Heyse.

Autor de unos 120 cuentos, 6 novelas, 60 obras de teatro y versos, entre ellos traducciones de poetas españoles, italianos e ingleses. 
- L'Arrabbiata. Relato en el que describe la vida de los pescadores napolitanos, cuyos esmeros son compensados por la madre Naturaleza, que preside sus vidas. En este marco, una muchacha cuyo apodo es L'Arrabiatta, vive un drama provocado por la torturada vida de su madre.
- La muchacha de Treppi (1858). Relato
- Andrea Delfín (1859). Novela corta
- Hijos del mundo (1873). Novela